# Matthias Johann von der Schulenburg

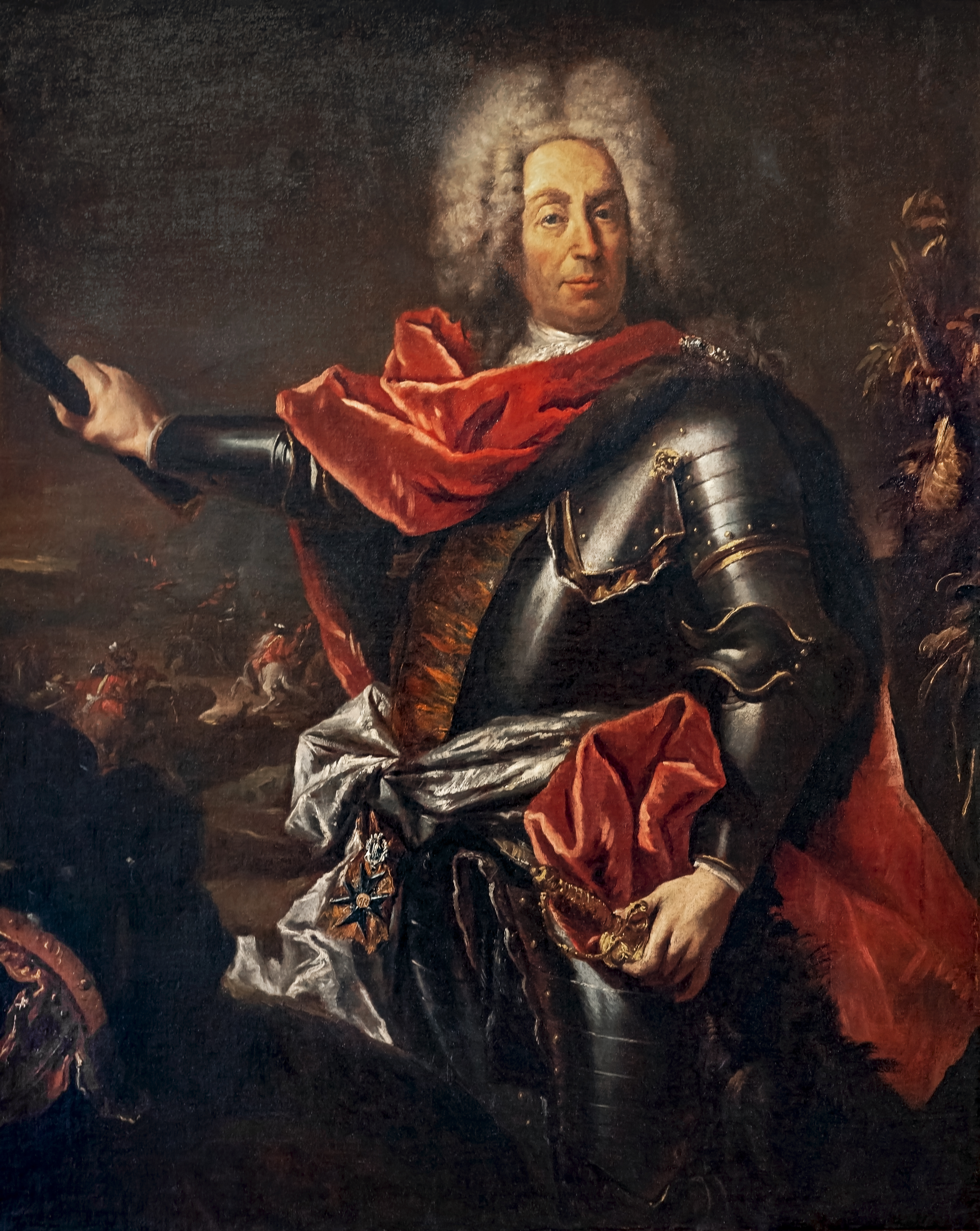
Matthias Johann Graf von der Schulenburg
(Gemälde von Giovanni Antonio Guardi, 1741)

Matthias Johann Freiherr von der Schulenburg, ab 1715 Graf von der Schulenburg, (* 8. August 1661 in Emden; † 14. März 1747 in Verona) war Generalfeldmarschall im Dienste der Republik Venedig und Erbherr auf Emden und Dehlitz. Er entstammte dem deutschen Adelsgeschlecht von der Schulenburg. Als Kaiser Karl VI. ihn in den Reichsgrafenstand erhob, war er der erste in der Familie mit diesem Titel.

## Leben
Er wurde als Sohn des kurbrandenburgischen Geheimrats und Kammerpräsidenten Gustav Adolf von der Schulenburg und der Petronella Ottilie geb. von Schwencken aus dem Hause Haselünne geboren. Nach einem Studium in Paris und Saumur trat er 1685 als Kammerjunker in den Dienst des Herzogs Anton Ulrich von Braunschweig. 1687 bis 1688 kämpfte er als Freiwilliger mit den kaiserlichen Truppen in Ungarn gegen die Türken. Nach seiner Rückkehr wurde er zum Oberkammerjunker und Hauptmann einer Infanteriekompanie ernannt. In den nächsten Jahren stieg er rasch in der militärischen Hierarchie des Herzogtums auf (1692 Oberstleutnant, 1693 Oberst) und befehligte in der Folge, zum Beispiel bei Feldzügen am Rhein, immer größer werdende Truppenkontingente Braunschweigs. Gleichzeitig war er für den Herzog in diplomatischen Missionen tätig.
1699 trat Schulenburg im Rang eines Generalmajors (und später Obersts) eines deutschen Regiments in die Dienste des Herzogs Viktor Amadeus II. von Savoyen, nahm 1699 an der Unterdrückung des Aufruhrs der Waldenser teil, kämpfte 1700 gegen Prinz Eugen von Savoyen, führte 1701 eine Brigade der Armee des Marschalls Nicolas Catinat, erbat aber nach einer schweren Verwundung den Abschied aus den Diensten des Herzogs.

### General im Dienste Sachsen-Polens
1702 wurde er im Rang eines Generalleutnants in die Armee Augusts II. von Polen aufgenommen und nahm am Großen Nordischen Krieg im Kampf gegen die Schweden teil. In der Schlacht bei Klissow (9. Julijul. / 20. Juli 1702greg.) stand er als Befehlshaber der sächsischen Infanterie erstmals dem schwedischen König Karl XII. gegenüber und verhinderte durch geistesgegenwärtigen Rückzug über die Nida die Einkesselung der sächsischen Armee. Im folgenden Jahr kommandierte er im Rahmen des Spanischen Erbfolgekriegs das kursächsische Reichskontingent in der Oberpfalz und am Oberrhein.
1704 wurde ihm von August dem Starken das Kommando über die sächsisch-polnische Feldarmee bei Warschau übertragen. Da er keine Schlacht gegen die anrückenden Schweden wagte, zog er sich zunächst nach Posen zurück, wo er hoffte, sich mit einem russischen Kontingent unter Johann Reinhold von Patkul zu vereinen, das allerdings von der schwedischen Übermacht fast bis zum letzten Mann aufgerieben wurde (9. August 1704). Vor den nachstoßenden Schweden unter Karl XII. führte Schulenburg die verbliebenen sächsischen Truppen durch einen meisterhaften Rückzug nach Schlesien. Nachdem er im letzten Gefecht bei Punitz (28. Oktober 1704) kurz vor der schlesischen Grenze die heftig anstürmenden schwedischen Dragoner abwehrte, zog sich seine Armee über die Oder nach Sachsen zurück. In Anerkennung seiner Leistung, insbesondere der Standhaftigkeit gegen den unbesiegten schwedischen Kriegshelden Karl XII., wurde Schulenburg bald darauf von August II. zum General der Infanterie befördert.
An der Spitze eines aus sächsischen und russischen Truppen gebildeten Korps rückte Schulenburg im Januar 1706 abermals in Polen ein. Bevor er sich befehlsgemäß mit dem Hauptkontingent Augusts des Starken vereinigen konnte, ließ er sich jedoch durch eine Rückzugsfinte des schwedischen Feldmarschalls Carl Gustaf Rehnskiöld zu einem Angriff verleiten. In der Schlacht bei Fraustadt wurde er am 13. Februar trotz zahlenmäßiger Überlegenheit besiegt. Schulenburg, der im Kampf an der Hüfte verwundet wurde, rechtfertigte sich gegenüber dem König, weil seine Soldaten und besonders die Kavallerie trotz guter Stellungen „feige“ davongelaufen seien. In seinem Bericht forderte er ein strenges Kriegsgericht über die Deserteure, das der König tatsächlich abhielt, indem er dreißig Dragoner zum Spießrutenlaufen verurteilte und vierzehn hinrichten ließ.
Nach dem Frieden von Altranstädt (24. September/19. Dezember 1706), zu dem Sachsen durch einen schwedischen Vorstoß bis zur Elbe gezwungen wurde, war Schulenburg weiter im diplomatischen Auftrag Augusts II. tätig.
1707 kehrte von der Schulenburg in den aktiven Militärdienst zurück und kämpfte im Spanischen Erbfolgekrieg in Flandern, wo er zuerst ohne Kommando, dann ab 1708 an der Spitze eines sächsischen Truppenkontingents unter der Führung des britischen Kommandeurs John Churchill, 1. Duke of Marlborough an der Schlacht bei Oudenaarde und den Belagerungen von Lille und Tournai teilnahm. In der Schlacht bei Malplaquet am 11. September 1709 befehligte Schulenburg 40 Bataillone Sachsen und andere Reichstruppen, die die Hauptlast des Kampfes trugen. Anschließend nahm er an der Belagerung von Mons sowie 1710 unter Prinz Eugen an der Belagerung der Städte Douai und Béthune teil, das er am 28. August zur Aufgabe zwang.

### Feldmarschall der Republik Venedig
Im April 1711 gab die sächsische Krone seinem Entlassungsgesuch aus der Armee statt. Nachdem er vergeblich versucht hatte, in kaiserliche Dienste zu treten, wurde er am 15. Oktober 1715 im Rang eines Feldmarschalls, zunächst für drei Jahre, später auf Lebenszeit, in die Dienste der Republik Venedig aufgenommen. Gleichzeitig wurde er von Kaiser Karl VI. in den Stand eines Reichsgrafen erhoben.
Die Serenissima war durch die Kriegserklärung des Osmanischen Reichs 1715 und den folgenden Verlust der Halbinsel Morea (Peloponnes) in größere militärische Bedrängnis geraten, und Schulenburg galt wegen seiner defensiven Qualitäten als der geeignete Mann für den Oberbefehl über die venezianische Landarmee. Die von ihm geleitete Verteidigung Korfus (vom 25. Juli bis 20. August 1716) gegen die Türken ist (laut Meyers 1888) eine der berühmtesten Leistungen der neuzeitlichen Kriegsgeschichte. Sie wurde von Antonio Vivaldi in dem Oratorium Juditha triumphans allegorisch verherrlicht. Ihr folgten die Einnahme der Festung Butrinto und die Besetzung von Santa Maura.

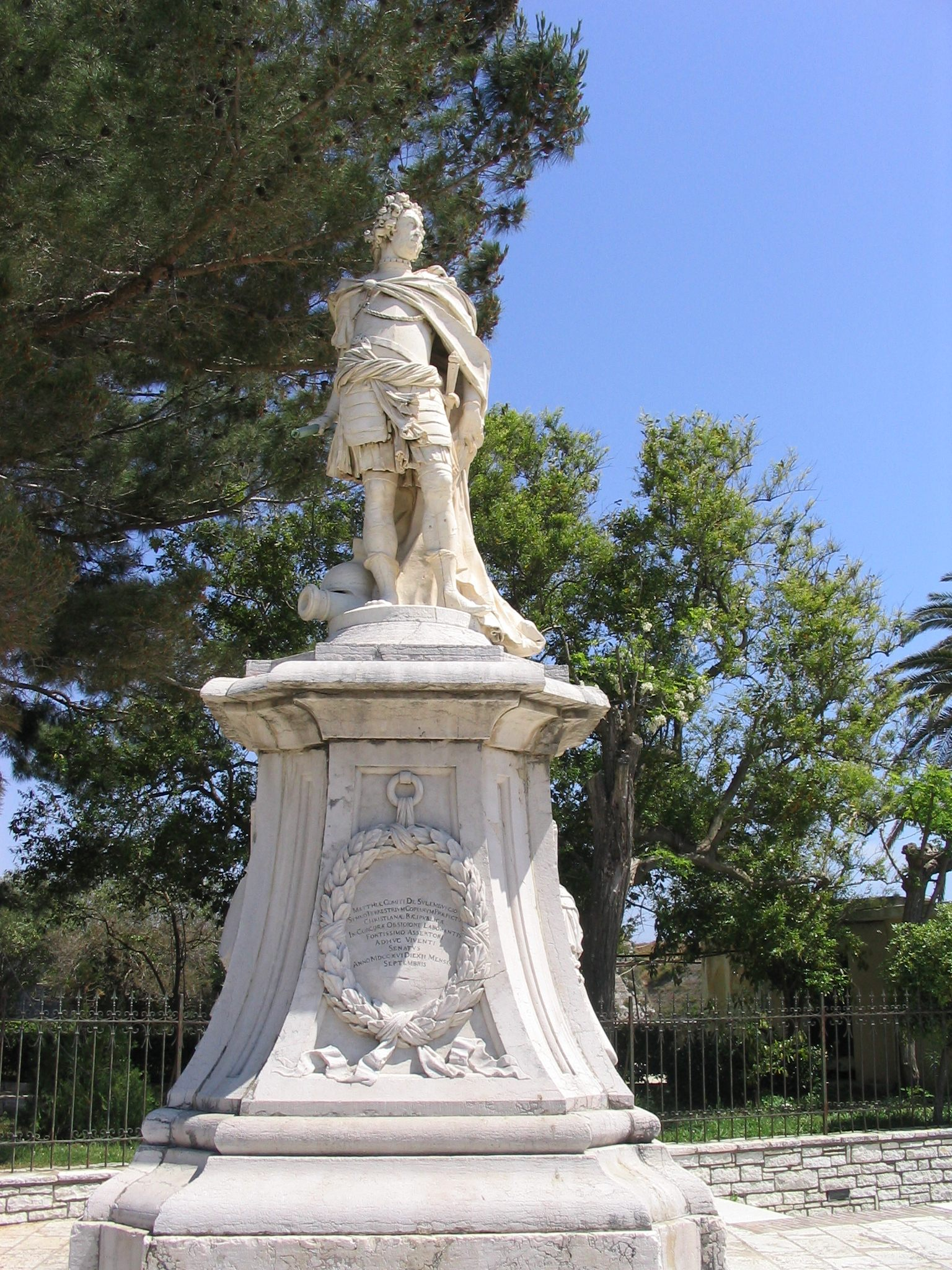
Denkmal Schulenburgs in Korfu,
Statue von Antonio Corradini (1668–1752), Marmor, um 1720.

Als Dank für seine herausragenden Taten beschloss die Republik Venedig noch im Kriegsjahr 1716, ihm auf Korfu ein Denkmal zu errichten. Das Marmorstandbild wurde von dem Bildhauer Antonio Corradini geschaffen.
Die Denkmalsinschrift lautet:
1718 unternahm Schulenburg mit Hilfe der venezianischen Flotte einen Einfall in Albanien, musste sich aber infolge des Friedens von Passarowitz wieder zurückziehen. Dabei wurde die erfolgreich begonnene Belagerung des Hafens von Dulcigno (Ulcinj im heutigen Montenegro) – zu See und Land – wieder aufgehoben, und die venezianische Expeditionsarmee – mit deutschen, schweizerischen, italienischen und dalmatinischen Truppenkontingenten – schiffte sich, zwar unter größeren eigenen Verlusten, aber diszipliniert wieder ein.
In den folgenden 29 Jahren war Schulenburg eine konstante Größe in der Außenpolitik Venedigs. In realistischer Einschätzung der verbliebenen Kräfte richtete er sein Augenmerk dabei vor allem auf die Sicherung der Republik und ihrer Stellung im Adriaraum durch den Ausbau der Festungen (besonders Korfu) und der Defensivstreitkräfte.
Prinz Eugen von Savoyen und der Duke of Marlborough schätzten die militärischen Fähigkeiten Matthias Johann von der Schulenburgs sehr und brachten dies auch in ihrer über militärische Fragen weit hinausgehenden Korrespondenz mit dem Feldmarschall zum Ausdruck. Auch der König von Preußen Friedrich Wilhelm I. schätzte ihn und verlieh Schulenburg 1739 die höchste preußische Auszeichnung, den Schwarzen Adlerorden.

### Schulenburg als Sammler und Mäzen

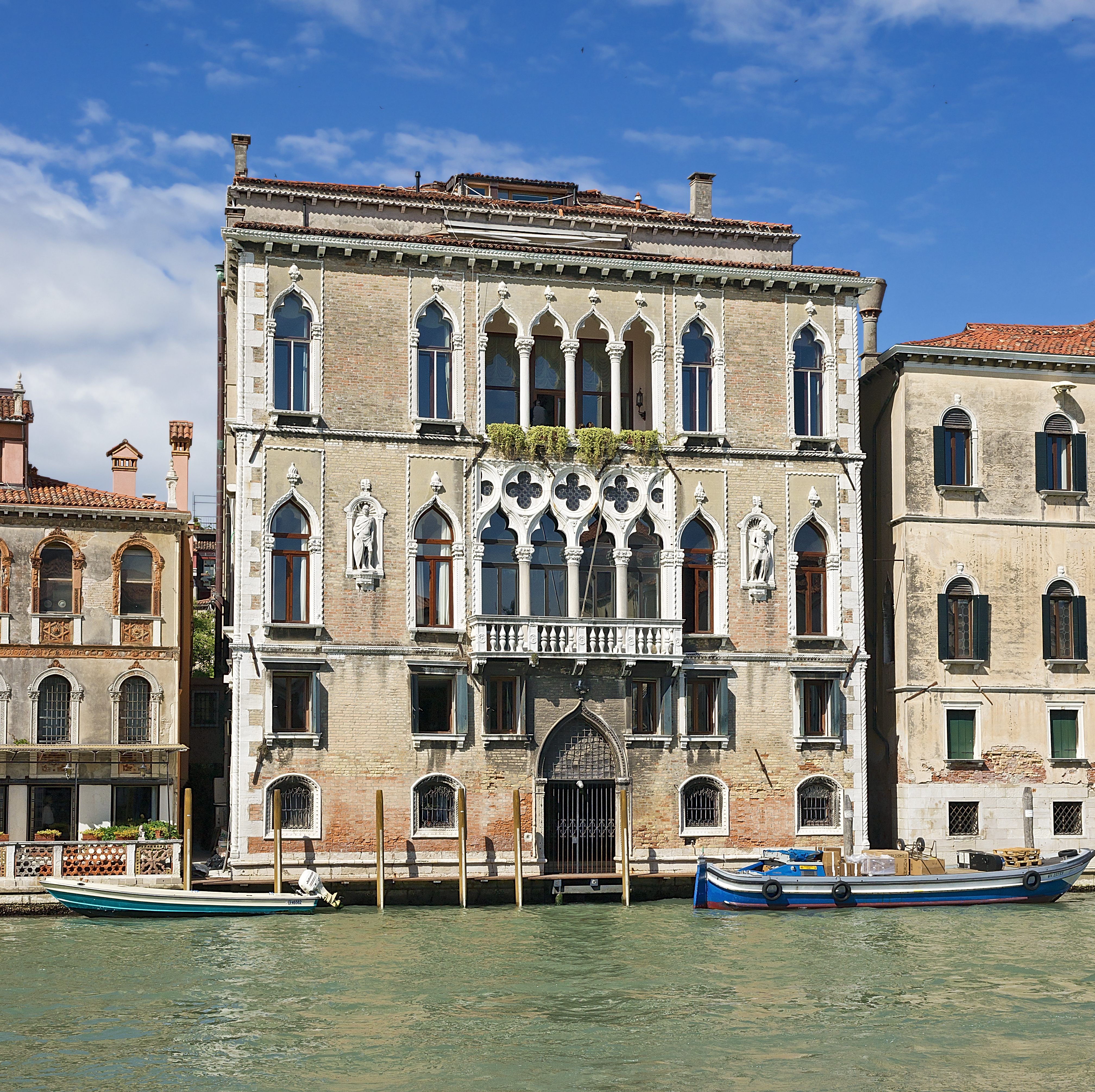
Palazzo Loredan

Während seines über dreißig Jahre andauernden Aufenthaltes in Venedig (er logierte auf Einladung seines Waffengefährten aus Korfu, Antonio Loredan, im Palazzo Loredan, der später den Gesandten des Heiligen Römischen Reichs als Wohnsitz diente) entwickelte sich Schulenburg zu einem begeisterten Kunstsammler und Mäzen zeitgenössischer Künstler. Neben einem beträchtlichen Bestand an Gemälden alter Meister lag der Schwerpunkt seiner Sammeltätigkeit bei der zeitgenössischen venezianischen Malerei seiner Epoche. Der Feldmarschall wurde zu einem der wichtigsten Förderer von Malern wie Sebastiano Ricci, Giambattista Piazzetta, Francesco Simonini (* 1686; † nach 1753), Giacomo Ceruti und Antonio Guardi. Seine Sammlung wurde ab 1736/37 in dreizehn Sendungen sukzessive nach Berlin verschickt, wo sie in der Galerie des neuerbauten Berliner Palais von der Schulenburg in der Wilhelmstraße 77 (später: Alte Reichskanzlei) ausgestellt wurde. In Deutschland stand die „unstete Galerie“ des Feldmarschalls, wie sie genannt worden ist, in direkter Konkurrenz zu den fürstlichen Gemäldesammlungen. Sie war eine der größten, wenn nicht die bedeutendste Sammlung eines nicht-regierenden Hauses und in Preußen nach der königlichen die wichtigste Kunstsammlung. Sein ausdrücklicher Wunsch, sie geschlossen zu erhalten, wurde von den Erben nicht erfüllt. Die meisten Bilder wurden im April 1775 in London durch Christie’s verkauft.

### Tod in Verona

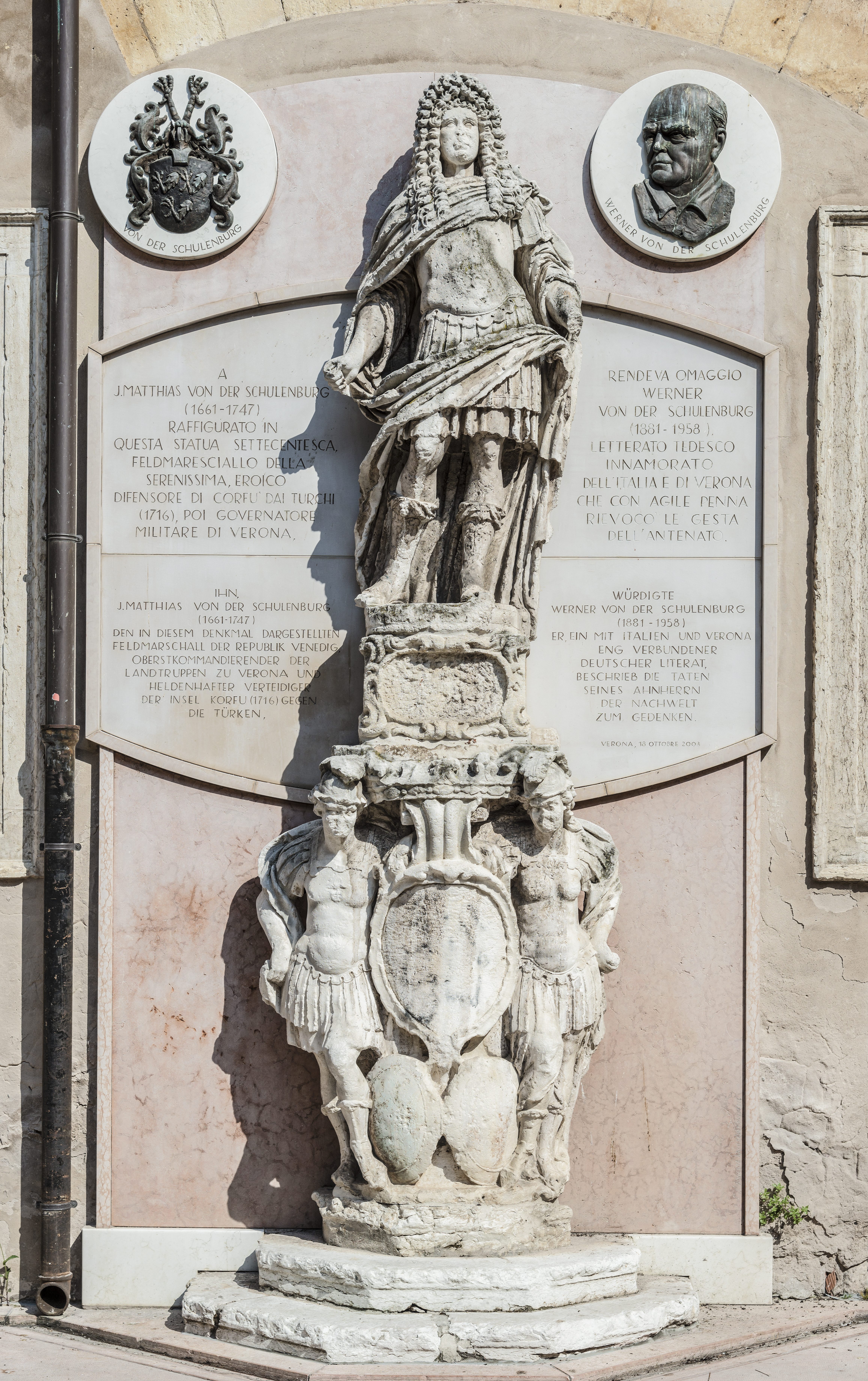
Denkmal im Cortile del Tribunale in Verona

Matthias Johann Graf von der Schulenburg starb am 14. März 1747 in Verona im Alter von 86 Jahren. Posthum wurde er, ähnlich wie vor ihm General Otto Wilhelm von Königsmarck, von der Serenissima mit einem Denkmal geehrt, welches im großen Atrium des Arsenals von Venedig angebracht ist. Dieses Grabmonument enthält ein Marmorporträtrelief und stammt von dem bedeutenden venezianischen Bildhauer Giovanni Maria Morlaiter. In Verona befindet sich ein Denkmal im Cortile del Tribunale.
Schulenburgs Schwester Ehrengard Melusine wurde als Mätresse des britischen Königs Georg I. von Großbritannien die Duchess of Kendal. Sein jüngerer Bruder Daniel Bodo von der Schulenburg war sächsisch-polnischer Generalleutnant.

## Film
- In der aufwändig produzierten DDR-Filmreihe Sachsens Glanz und Preußens Gloria wurde er von Fred Alexander gespielt.